# Hiroaki Sato (football)
Hiroaki Sato (佐藤 弘明, Sato Hiroaki, né le 5 février 1932 dans la préfecture de Hyōgo au Japon) et mort le 1er janvier 1988, est un footballeur japonais.